# 1. HKL 1999./00.
A-1 hrvatska košarkaška liga za sezonu 1999/00. (A-1 HKL 1999/00.) je bila najviši razred hrvatskih košarkaških natjecanja u toj sezoni.

## Sudionici
- Karlovac - Karlovac
- Kandit Olimpija - Osijek
- Sava osiguranje - Rijeka
- Svjetlost Brod - Slavonski Brod
- Split Croatia osiguranje - Split
- Jadransko osiguranje - Šibenik
- Zadar - Zadar
- Benston - Zagreb
- Cibona VIP - Zagreb
- Europatrade Samsung - Zagreb
- Zagreb - Zagreb
- Zrinjevac - Zagreb

## Rezultati

### Ligaški dio
| mj. | klub                            | ut. | pob. | por. | koševi    | bod |                     |
| --- | ------------------------------- | --- | ---- | ---- | --------- | --- | ------------------- |
| 1.  | Zadar                           | 22  | 20   | 2    | 1997:1512 | 42  | mini-liga za prvaka |
| 2.  | Cibona VIP Zagreb               | 22  | 20   | 2    | 2089:1667 | 42  | mini-liga za prvaka |
| 3.  | Split Croatia osiguranje        | 22  | 15   | 7    | 1926:1723 | 37  | mini-liga za prvaka |
| 4.  | Zagreb                          | 22  | 11   | 11   | 1702:1628 | 33  | mini-liga za prvaka |
| 5.  | Sava osiguranje Rijeka          | 22  | 10   | 12   | 1740:1806 | 32  |                     |
| 6.  | Benston Zagreb                  | 22  | 10   | 12   | 1770:1886 | 32  |                     |
| 7.  | Karlovac                        | 22  | 9    | 13   | 1757:1805 | 31  |                     |
| 8.  | Zrinjevac Zagreb                | 22  | 8    | 14   | 1709:1795 | 30  |                     |
| 9.  | Kandit Olimpija Osijek          | 22  | 8    | 14   | 1641:1865 | 30  |                     |
| 10. | Jadransko osiguranje Šibenik    | 22  | 7    | 15   | 1743:1928 | 29  |                     |
| 11. | Svjetlost Brod (Slavonski Brod) | 22  | 7    | 15   | 1620:1814 | 29  |                     |
| 12. | Europatrade Samsung Zagreb      | 22  | 7    | 15   | 1822:2100 | 29  |                     |

#### Mini liga
U mini ligu su ušla četiri najbolje plasirana kluba iz ligaškog dijela prvenstva. Preneseni su svi omjeri, te su klubovi odigrali još dvokružno 6 kola. Po ostvarenom plasmanu su išli dalje u poluzavršnicu prvenstva.
| mj. | klub                     | ukupna tablica (s rezultatima iz prvog dijela prvenstva) | ukupna tablica (s rezultatima iz prvog dijela prvenstva) | ukupna tablica (s rezultatima iz prvog dijela prvenstva) | ukupna tablica (s rezultatima iz prvog dijela prvenstva) | ukupna tablica (s rezultatima iz prvog dijela prvenstva) |     | tablica samo za rezultate u mini ligi | tablica samo za rezultate u mini ligi | tablica samo za rezultate u mini ligi | tablica samo za rezultate u mini ligi |
| mj. | klub                     | ut.                                                      | pob.                                                     | por.                                                     | koševi                                                   | bod                                                      | ut. | pob.                                  | por.                                  | koševi                                |                                       |
| --- | ------------------------ | -------------------------------------------------------- | -------------------------------------------------------- | -------------------------------------------------------- | -------------------------------------------------------- | -------------------------------------------------------- | --- | ------------------------------------- | ------------------------------------- | ------------------------------------- | ------------------------------------- |
| 1.  | Cibona VIP Zagreb        | 28                                                       | 26                                                       | 2                                                        | 2581:2113                                                | 54                                                       | 6   | 6                                     | 0                                     | 492:446                               |                                       |
| 2.  | Zadar                    | 28                                                       | 24                                                       | 4                                                        | 2432:1917                                                | 52                                                       | 6   | 4                                     | 2                                     | 435:403                               |                                       |
| 3.  | Split Croatia osiguranje | 28                                                       | 16                                                       | 12                                                       | 2385:2226                                                | 44                                                       | 6   | 1                                     | 5                                     | 459:509                               |                                       |
| 4.  | Zagreb                   | 28                                                       | 12                                                       | 16                                                       | 2115:2073                                                | 40                                                       | 6   | 1                                     | 5                                     | 411:445                               |                                       |

### Doigravanje
|                                                                                 | 1.klub            | 2.klub                   | omjer | 1. ut. | 2. ut | 3. ut |
| ------------------------------------------------------------------------------- | ----------------- | ------------------------ | ----- | ------ | ----- | ----- |
| poluzavršnica                                                                   | Cibona VIP Zagreb | Zagreb                   | 2:0   | 75:57  | 80:57 |       |
| poluzavršnica                                                                   | Zadar             | Split Croatia Osiguranje | 2-0   | 96:78  | 78:66 |       |
|                                                                                 |                   |                          |       |        |       |       |
| završnica                                                                       | Cibona VIP Zagreb | Zadar                    | 2-0   | 79:73  | 78:74 |       |
|                                                                                 |                   |                          |       |        |       |       |
| podebljano rezultat 1.kluba doma normalna debljina * rezultat 1.kluba u gostima |                   |                          |       |        |       |       |

Prvak je zagrebačka "Cibona VIP".

## Klubovi u međunarodnim natjecanjima
- FIBA Euroliga
  - Cibona, Zagreb
- Kup Raymonda Saporte
  - Split, Split
  - Zadar, Zadar
- Kup Radivoja Koraća
  - Benston, Zagreb
  - Zagreb, Zagreb
  - Zrinjevac, Zagreb

## Poveznice
- A-2 liga 1999./2000.
- B-1 liga 1999./2000.
- Kup Krešimira Ćosića 1999./2000.